# Abdulla Jihad
Abdulla Jihad (født 3. januar 1963) er en økonom fra Maldiverne, der var landets vicepræsident under præsident Abdulla Yameen fra 22. juni 2016 til 17. november 2018.
Han blev 8. august 2007 udnævnt til direktør for Maldivernes centralbank, en post, som han beholdt i knap et år til 15. juli 2008. Han har tidligere arbejdet i Finans- og Planlægningsministeriet, Finansafdeling og byggemyndighederne. Fra 2005 var han finansminister og vicedirektør i centralbanken.
Han har studeret økonomi ved University of the South Pacific på Fiji i 1989, og senere tog han en mastergrad i økonomi fra University of Waikato på New Zealand.
Jihad overtog embedet som centralbankdirektør efter Qasim Ibrahim og blev efterfulgt af Fazeel Najeeb.

## Eksterne link
- (engelsk) Maldivernes centralbank